# 咸兴操车场
咸興操車場（韓語：함흥조차장）是位于朝鮮民主主義人民共和國咸鏡南道咸興市的一個编组场，屬於平羅線、新興線與維尼綸線。

## 邻近车站
平羅線
咸興站 - 咸興操車場 - 昌興站
新興线
咸興操車場 - 咸興站
維尼綸線
咸興操車場 - 維尼綸站